# The Investigation – Der Mord an Kim Wall
The Investigation – Der Mord an Kim Wall ist eine dänische Miniserie des Senders TV2, die auf der Aufklärung des Mordes an der schwedischen Journalistin Kim Wall basiert. 

## Inhalt
Die Serie zeigt die Ermittlungen der Kopenhagener Mordkommission im Fall des sogenannten U-Boot-Killers. Eine schwedische Journalistin wurde auf einem selbstgebauten U-Boot ermordet. Schnell gerät der Erbauer des U-Bootes ins Visier der Ermittler, doch eine Leiche fehlt zunächst. Nach und nach werden Leichenteile durch Taucher mittels akribischer Suche aus dem Öresund geborgen, doch ein Mordnachweis gestaltet sich schwierig und die Ermittlungen ziehen sich hin.

## Ausstrahlung
Die Serie wurde vom 28. September 2020 bis zum 2. November 2020 erstausgestrahlt.
In Deutschland ist die Serie seit dem 28. Januar 2021 über das Streamingportal TVNOW verfügbar.

## Besetzung und Synchronisation
Die Serie wurde bei der FFS Film- & Fernseh-Synchron GmbH unter der Dialogregie von Cay-Michael Wolf synchronisiert.
| Rolle              | Darsteller        | Synchronsprecher |
| ------------------ | ----------------- | ---------------- |
| Jens Møller Jensen | Søren Malling     | Romanus Fuhrmann |
| Jakob Buch-Jepsen  | Pilou Asbæk       | Sascha Rotermund |
| Maibritt Porse     | Laura Christensen |                  |
| Joachim Wall       | Rolf Lassgård     |                  |
| Ingrid Wall        | Pernilla August   |                  |
| Lars Møller        | Henrik Birch      |                  |
| Kirstine           | Charlotte Munck   |                  |

## Episodenliste
| Nr. (ges.) | Nr. (St.) | Deutscher Titel | Originaltitel                 | Erstausstrahlung Dänemark | Deutschsprachige Erstausstrahlung (D) |
| ---------- | --------- | --------------- | ----------------------------- | ------------------------- | ------------------------------------- |
| 1          | 1         | Die Vermisste   | Dag 1                         | 28. Sep. 2020             | 28. Jan. 2021                         |
| 2          | 2         | Das U-Boot      | Det vi ved, og det vi antager | 5. Okt. 2020              | 28. Jan. 2021                         |
| 3          | 3         | Die Route       | Jagden                        | 12. Okt. 2020             | 28. Jan. 2021                         |
| 4          | 4         | Das Arsenal     | 1280 meter                    | 19. Okt. 2020             | 28. Jan. 2021                         |
| 5          | 5         | Das Motiv       | Et helt menneske              | 26. Okt. 2020             | 28. Jan. 2021                         |
| 6          | 6         | Die Anklage     | In dubio pro reo              | 2. Nov. 2020              | 28. Jan. 2021                         |

## Sonstiges
Der Täter wird in der gesamten Serie weder genannt noch gezeigt.